# Playa Vicente, Puebla
Playa Vicente är en ort i Mexiko.   Den ligger i kommunen Ajalpan och delstaten Puebla, i den sydöstra delen av landet, 240 km sydost om huvudstaden Mexico City. Playa Vicente ligger 2 627 meter över havet och antalet invånare är 293.
Terrängen runt Playa Vicente är kuperad åt nordost, men åt sydväst är den bergig. Playa Vicente ligger uppe på en höjd. Runt Playa Vicente är det ganska tätbefolkat, med 116 invånare per kvadratkilometer. Närmaste större samhälle är Ajalpan, 19,2 km väster om Playa Vicente. Omgivningarna runt Playa Vicente är en mosaik av jordbruksmark och naturlig växtlighet.